# Bagnoli del Trigno
Bagnoli del Trigno là một đô thị ở tỉnh Isernia trong vùng Molise, có cự ly khoảng 25 km về phía tây bắc của Campobasso và khoảng 20 km về phía đông bắc của Isernia. Tại thời điểm ngày 31 tháng 12 năm 2004, đô thị này có dân số 841 và diện tích là 36,7 km².
Bagnoli del Trigno giáp các đô thị: Civitanova del Sannio, Duronia, Pietracupa, Salcito.